# 24 de dezembro na Igreja Ortodoxa

A Cruz Ortodoxa

23 de dezembro - Calendário litúrgico Ortodoxo - 25 de dezembro
Todos as comemorações fixas abaixo comemoram-se em 6 de janeiro, pelas Igrejas Ortodoxas Orientais no Antigo Calendário.
Para 24 de dezembro, as Igrejas Ortodoxas no Antigo Calendário comemoram os santos listados no dia 11 de dezembro.

## Festas
- A Véspera do Natal de Cristo.[1][2][3][nota 2]

## Santos
- Venerável Freira-mártir Eugenia de Roma,[4][5] e com ela:
  - Mártires Felipe (seu pai),[6] Protus e Jacinto (Jacinth),[7] Basilla,[8] e Claudia (262)[2]
- Mártires Sossios e Theokleios (c. 286-305).[9][nota 3]
- Mártir Castulus (c. 307-323)[10][nota 4]
- Mártir Acaico, pela espada.[11]
- Venerável Vicimíono de Escetis (Bicimíono de Escete) (século V)[2][12]
- Venerável Aphrodisius, monge da Palestina (século VI)[2][13]
- Venerável Antíoco da Palestina (Antíoco Strategos, Antiochos Sabbaitis), monge da Grande Lavra de São Sabas, o Santificado, em Jerusalém (635)[2][14][15][nota 5]
- Venerável Nicholas o Monge, da Bulgária (Nicolau, o ex-soldado) (c. 802-811)[2][16][17]

## Santos da Pré-Cisma Ocidental
- Mártires Lucian, Metrobius, Paulo, Zenobius, Theotimus e Druso, em Trípoli, no Norte de África;[18]
- Santo Padre Gregório de Spoleto, um sacerdote martirizados em Spoleto, na Itália sob Maximinian Herculeus;[18] [nota 6]
- São Delphinus, Bispo de Bordéus, na França; ele ajudou a converter São Paulinus de Nola e foi um incansável adversário de Priscillianism (404);[18] [nota 7]
- Santo Venerandus, nascido de uma família senatorial em Clermont, no Auvergne, na França, ele se tornou bispo de 385-423 (423);[18]
- São Caranus, um santo do leste da Escócia;[18]
- Santa Tarsila, uma tia de São Gregório, o Grande, irmã de Santa Emiliana, a sobrinha do Papa Félix; ela levou uma vida de reclusão e ascetismo na sua casa paterna (581);[18]
- São Mochua, Abade de Timahoe (637);[20]
- Santa Irmina, irmã de São Adela, filha de Dagobert II (Rei dos Francos) (708);[18] [nota 8]
- Santa Adela, filha de Dagoberto II (Rei dos Francos), primeira Abadessa de Pfalzel perto de Trier, na Alemanha (c. 730);[18]
- Santo Alberico (Albert), monge em Gladbach Abadia, na Alemanha (século X);[18]
- São Bruno, um homem santo no mosteiro de Ottobeuren Abadia, na Baviera, na Alemanha (1050).[18]

## Santos da Pós-Cisma Ortodoxa
- Novo Mártir Achmed (Ahmet) o Calígrafo, em Constantinopla (1682)[2][21] (ver também 3 de Maio )
- Venerável Agapios, o Jovem (1812).[22][nota 9]

### Novos Mártires e Confessores
- Novo Hieromártir Inocente (Beda), Arquimandrita, de Voronezh (Innokenty (Bida) de Poltava) (1928);[2][23][24]
- Novo Hieromartyr Sérgio Mechev, Arcipreste, de Moscou (1942).[2][23][24]

## Galeria

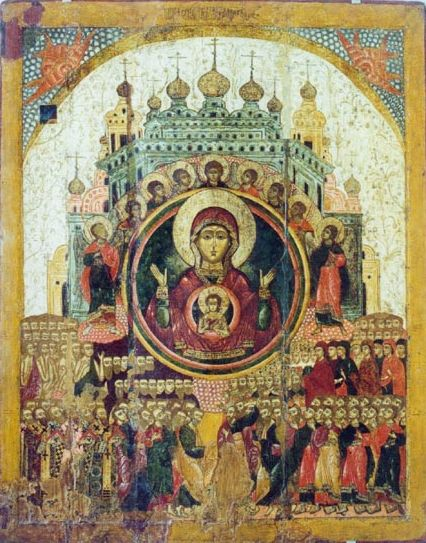
Ícone russo "Toda a Criação se Alegra em Ti" (século XVII)[nota 10]
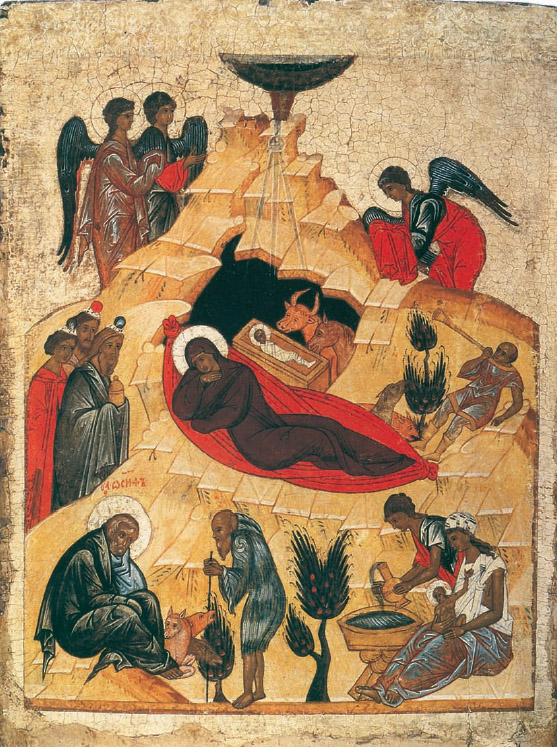
Natividade (c. 1475)
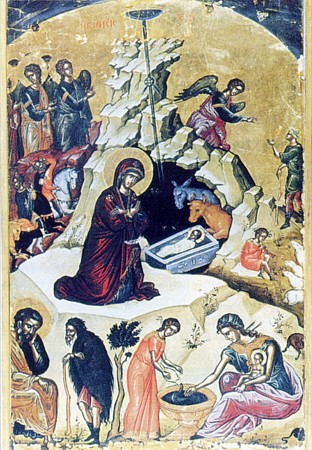
Natividade (século XVI)
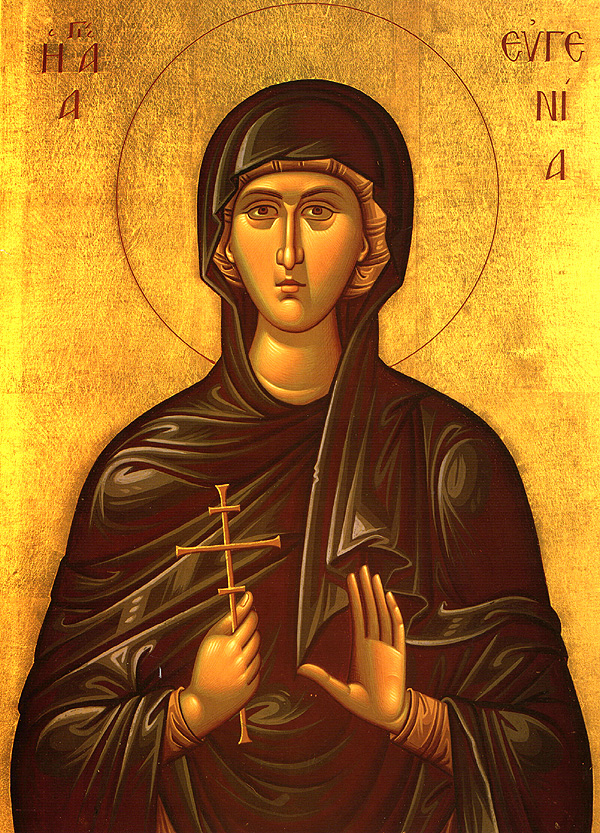
Santa Eugenia de Roma
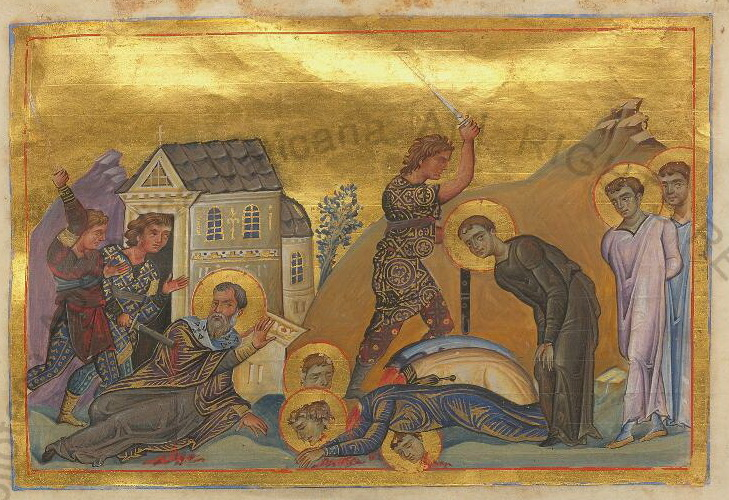
O martírio de Santa Eugenia de Roma e outros (Menológio de Basílio II, do século X)
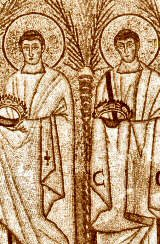
Santos Protus e Jacinto
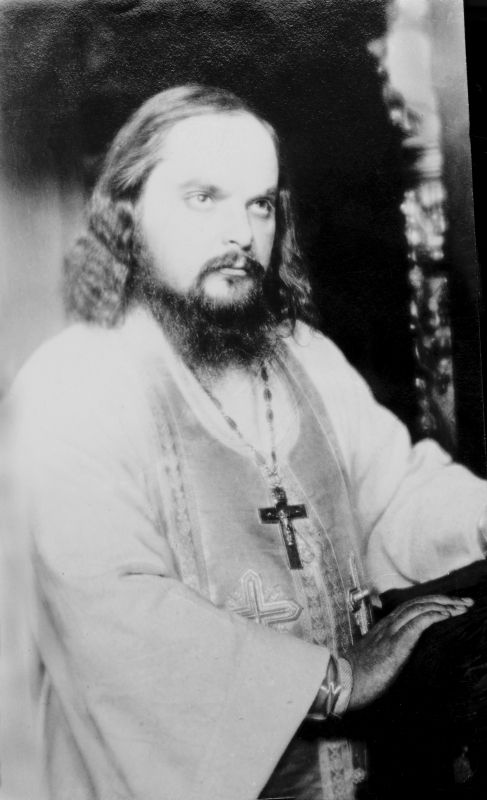
Novo Santo Padre Sérgio Mechev, Arcipreste, de Moscou